# Accuracy International AX50
Accuracy International AX50(AI AX50) - британская крупнокалиберная снайперская винтовка, разработанная в компании Accuracy International. Предназначена для уничтожения и выведения из строя легкобронированной техники (БТР, БМД, БМП и т.д.), боевых вертолетов, боевых роботов, РЛС (радиолокационных станций) противника, находящихся на длинных и сверхдлинных дистанциях (до 2400 метров).

## Описание
Крупнокалиберная снайперская винтовка AI AX50 была разработана компанией «Accuracy International» в рамках конкурса на разработку и поставку новой снайперской винтовки «PSR» (англ. Precision Sniper Rifle - высокоточная снайперская винтовка) объявленого в феврале 2009 года Командованием Специальных Операций США.
На конкурс компания «Accuracy International» представила снайперские винтовки нового модельного ряда «AX». Где кроме базовых моделей снайперских винтовок AX338 под патрон .338 Lapua Magnum и AX308 под патрон .308 Winchester была представлена и крупнокалиберная (антиматериальная) снайперская винтовка «AX50».
По сути винтовка нового модельного ряда AX50, представляет собой усовершенствованную модификацию винтовки серии AW AW50, от которой были унаследованы прочность, надежность, превосходная точность и простота в обслуживании, получившую при этом высокие эргономические качества и небольшой вес.
AI AX50 использует ручную перезарядку с продольно-скользящим поворотным затвором. Ствольная коробка выполнена из стали и жестко зафиксирована в алюминиевой ложе скелетной конструкции со складным регулируемым прикладом.
На верхней поверхности ствольной коробки крепится универсальная планка Пикатинни для установки прицелов различных типов. Планка Пикатинни может быть установлена и на нижней части ствольной коробки для дополнительных вспомогательных устройств типа лазерных целеуказателей, тактических фонариков, опорных сошек т.д.
Приклад регулируем по высоте и ширине и по длине за счет отъемных резиновых затыльников, а также  высоте щеки, пистолетная рукоять регулируется по объему обхвата.

## Технические характеристики винтовки AX50[2]
- Калибр: 12.7х99 (.50 BMG)
- Длина оружия
  - приклад разложен: 1370 мм
  - приклад сложен: 1115 мм
- Длина ствола: 692 мм
- Вес без патронов: 12.5 кг
- Емкость магазина: 5 патронов
- Начальная скорость пули: 925 м/с
- Прицельная дальность стрельбы: 2400 м

## Эксплуатанты
| - Австралия - Великобритания - Дания - Малайзия | - Перу - США - Сингапур - Турция |